# Neodrymonia pseudobasalis
Neodrymonia pseudobasalis är en fjärilsart som beskrevs av Alexander Schintlmeister 1997. Neodrymonia pseudobasalis ingår i släktet Neodrymonia och familjen tandspinnare. Inga underarter finns listade i Catalogue of Life.